# Crise en Amérique centrale

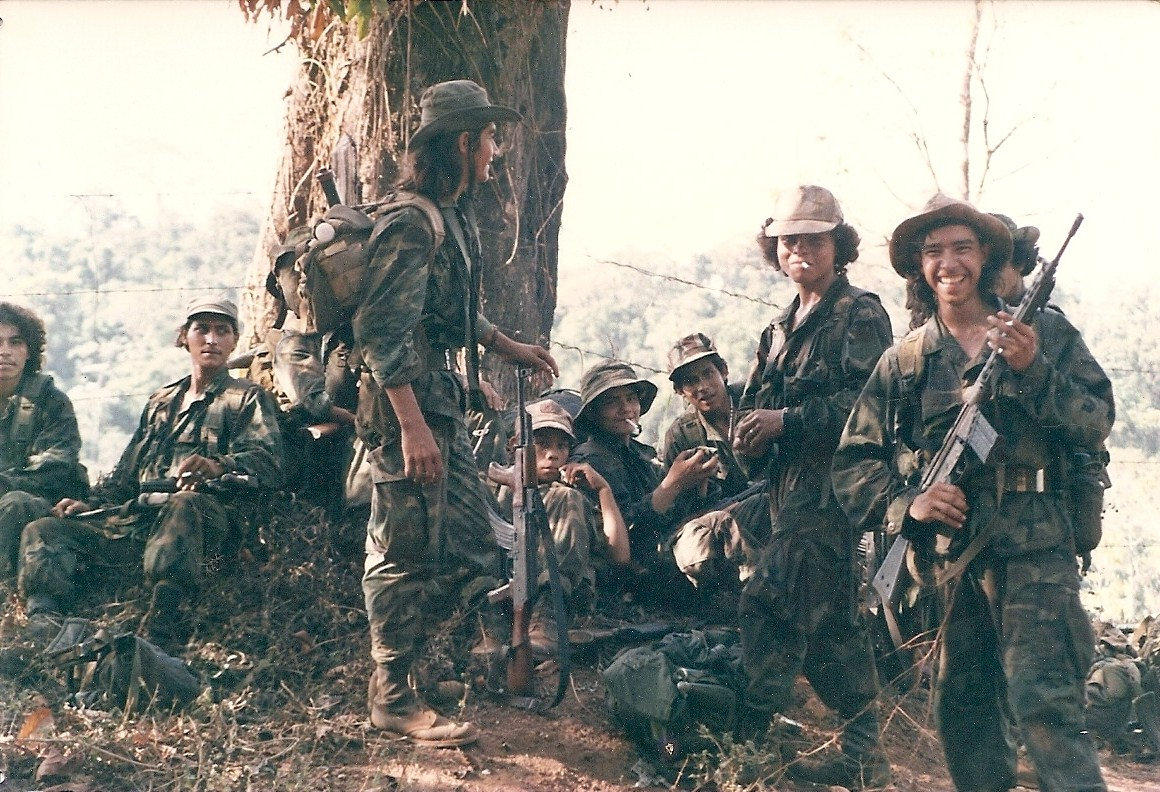
commandos de l'ARDE Frente, après avoir mis en déroute la base du FSLN à El Serrano. Sud-est du Nicaragua 1987.

La crise en Amérique centrale englobe une série de grandes guerres civiles qui ont éclaté à la fin des années 1970 dans plusieurs pays d'Amérique centrale. Les pays touchés sont le Salvador, le Nicaragua, le Guatemala et le Honduras. Cette crise mena plus tard à l'invasion du Panamá par les États-Unis, régime pro-marxiste allié à Cuba.

## Par pays

### Nicaragua
La guerre opposa le gouvernement nicaraguayen (une dictature) au Front sandiniste de libération nationale (FLSN) des années 1960 à 1979, date de la chute du régime en place et marquant la prise du pouvoir par les communistes. Une autre guerre s'ensuivit entre les Contras, guérilleros anti-communistes et le pouvoir marxiste mis en place. La guerre prit finalement fin en 1990 lorsque le FLSN perd le pouvoir.

### El Salvador
La guerre opposa le gouvernement salvadorien (une junte militaire) au Front Farabundo Martí de libération nationale (FMLN), une organisation armée marxiste, au cours des années 1970. Elle vit le soutien des États-Unis aux forces gouvernementales, qui étaient inquiétés par la progression du communisme en Amérique centrale. La guerre prend fin en 1992 par le biais d'un cessez-le-feu. Au total, plus de 75 000 personnes furent tuées durant le conflit.

### Guatemala
La guerre civile guatémaltèque commença en 1960 entre le gouvernement guatémaltèque et l'Unité révolutionnaire nationale guatémaltèque (URNG). Elle prend fin en 1996 lorsque le gouvernement et la guérilla signent un accord de paix. Elle aura duré 36 ans et provoqué près de 200 000 morts, une commission pour l'éclaircissement historique fut fondée afin de permettre la reconnaissance des torts attribuables à chaque partie du conflit et une réconciliation nationale.

### Honduras
Au Honduras, les organisations marxistes furent moins virulentes qu'au Salvador et au Guatemala, le pays étant devenu le principal allié des États-Unis dans leur lutte contre l'influence de l'URSS et de Cuba en Amérique centrale. Ils aidèrent ainsi les Contras durant la révolution sandiniste. La crise prit fin en 1986 lorsqu'un nouveau gouvernement démocratique et libéral (dirigé par José Azcona del Hoyo) fut élu.

## Efforts de paix
Plusieurs pays d'Amérique latine ont formé le groupe de Contadora pour travailler sur une résolution aux guerres de la région. Plus tard, le président du Costa Rica Óscar Arias Sánchez a réussi à convaincre les autres dirigeants d'Amérique centrale à signer l'Accord de paix d'Esquipulas, qui a finalement servi de cadre pour mettre fin aux guerres civiles.